# Самород
Самород (рос. самород, англ. samorod, нім. Samorod m) – фосфоритові жовна, зцементовані в суцільну масу.

## Різновиди
САМОРОД КУРСЬКИЙ – мінерал, уперше описаний В. Зуєвим в 1787, конкреції або фосфоритний пісковик, що містить численні кістки ящерів і раковини молюсків доби крейди. Довгий час вважався різновидом пісковиків або залізняків. Знайдений на Курщині по берегах рік Тускарі та Обмети, і в околицях гір. Окремі шматки К.с. з верхньої частини бурого кольору і мають горбисту і глянцеву поверхню, а з нижньої – чорного кольору і мають шорстку поверхню та довгасті сосковидні  паростки. Син. – рогач, курський фосфорит.